# Odontophoridae
Famille
La famille des Odontophoridae (ou odontophoridés) comprend les 34 espèces de colins et de tocros, oiseaux terrestres assez petits (de 17 à 37 cm) ; leur corps est compact, les pattes fortes et les ailes courtes.
On les rencontre en Amérique, des États-Unis à l'Argentine. Ils vivent dans les forêts tropicales, subtropicales et tempérées, ainsi qu'en lisière des zones boisées, dans les savanes et les terres agricoles, du niveau de la mer jusqu'à 3 300 m d'altitude.

## Liste des espèces
Selon la classification de référence du Congrès ornithologique international (version 15.1, 2025) :